# Exhyalanthrax argentifer
Exhyalanthrax argentifer är en tvåvingeart som först beskrevs av Becker 1916.  Exhyalanthrax argentifer ingår i släktet Exhyalanthrax och familjen svävflugor. Inga underarter finns listade i Catalogue of Life.